# Al-Afdal Muhammad
Al-Afdal Muhammad (in arabo الملك الأفضل محمد بن عماد الدين إسماعيل‎?) (fl. XIV secolo) fu l'ultimo governante ayyubide di Hamā, nella Siria centrale, dal 1332 al 1341.
Il Sultanato ayyubide in Siria era collassato nel 1260 a causa dell'arrivo dei Mongoli ma la vittoriosa Battaglia di Ayn Jalut da parte della dinastia mamelucca d'Egitto era riuscita a fermarli e ad espellerli dalla Siria, consentendo ad alcuni emiri ayyubidi di mantenere il governo di alcune città e di Hamā in particolare, sotto il padre di al-Afdal, Abu al-Fida. Al-Afdal tuttavia entrò in contrasto coi Mamelucchi e fu da essi deposto nel 1341.